# Rezerwat przyrody Kurowskie Błota
Rezerwat przyrody „Kurowskie Błota” – rezerwat faunistyczny o powierzchni 95,60 ha, położony w województwie zachodniopomorskim, w powiecie polickim, w gminie Kołbaskowo. Leży na śródlądowej wyspie Wielkie Bagno Kurowskie, w północnej części Parku Krajobrazowego Dolina Dolnej Odry, 8 km na południe od centrum Szczecina.
Rezerwat został utworzony zarządzeniem Ministra Leśnictwa i Przemysłu Drzewnego z dnia 20 października 1965 roku w sprawie uznania za rezerwat przyrody. Początkowo zajmował powierzchnię 30,63 ha. W 2007 roku powiększono go do 98,44 ha. Od 2017 roku wielkość rezerwatu wynosi 95,60 ha.
Jako cel ochrony rezerwatu podaje się obecnie „zachowanie miejsc lęgowych ptaków, zwłaszcza czapli siwej oraz zachowanie w stanie mało zmienionym olsu wyróżniającego się dużymi walorami biocenotycznymi oraz naturalnymi procesami sukcesji leśnej”. Liczebność czapli szacuje się na około 600 par.
Rezerwat pierwotnie powstał w celu ochrony kolonii kormoranów (Phalacrocorax carbo) i czapli siwej (Ardea cinerea), oraz miejsc lęgowych chronionych ptaków drapieżnych: bielika (Haliaeetus albicilla), kani czarnej (Milvus migrans), kani rudej (Milvus milvus). Spośród ptaków chronionych występują: kormoran czarny (Phalacrocorax sinensis), myszołów zwyczajny (Buteo buteo), pustułka (Falco tinnunculus), krogulec (Accipiter nisus). W większości obszar rezerwatu stanowi podmokły ols i łęg przykorytowy, interesujące także pod względem florystycznym. W podszycie rośnie chroniona porzeczka czarna (Ribes nigrum), a w runie, pospolite: turzyca brzegowa (Carex riparia), przytulia błotna (Galium palustre), tojeść rozesłana (Lysimachia nummularia), zachylnik błotny (Thelypteris palustris).
Obszar rezerwatu objęty jest ochroną ścisłą.
Nadzór: Nadleśnictwo Gryfino.